# Kim Young-kwang (diễn viên)
Kim Young Kwang (sinh ngày 11 tháng 1 năm 1987) là một diễn viên và người mẫu Hàn Quốc. Kim bắt đầu sự nghiệp của mình như một người mẫu và đã bước đi trên sàn catwalk  của các nhà thiết kế nổi tiếng thế giới như Alexander McQueen, Vivienne Westwood và Etro. Năm 2008, anh là người mẫu châu Á đầu tiên xuất hiện trong chương trình của Dior Homme. Là một diễn viên, Kim Young Kwang đã đóng vai chính trong phim Runway Cop (2012) và Hot Young Bloods (2014), cũng như các phim truyền hình Pinocchio (2014), D-Day (2015), Sweet Stranger and Me (2016) và Lookout (2017).

## Phim đã đóng

### Phim truyền hình
| Năm  | Tên                             | Nhân vật        | Kênh                 | Ghi chú                                                  |  |
| ---- | ------------------------------- | --------------- | -------------------- | -------------------------------------------------------- |  |
| 2008 | Worlds Within                   | Young Woong     | KBS2                 |                                                          |  |
| 2009 | Triple                          | Jae Wook        | MBC                  |                                                          |  |
| 2009 | My Fair Lady                    | Jung Woo Sung   | KBS2                 |                                                          |  |
| 2010 | Càng ngắm càng yêu              | Lee Young Kwang | MBC                  | Phim sitcom                                              |  |
| 2011 | White Christmas                 | Jo Young Jae    | KBS2                 | [ 1 ]                                                    |  |
| 2011 | Tiệm rau của anh chàng độc thân | Lee Seul Woo    | Channel A            |                                                          |  |
| 2012 | Love Rain                       | Han Tae Sung    | KBS2                 |                                                          |  |
| 2012 | Can We Get Married?             | Gong Ki Joong   | JTBC                 |                                                          |  |
| 2013 | The Secret of Birth             | Park Soo Chang  | SBS                  |                                                          |  |
| 2013 | Good Doctor                     | Han Jin Wook    | KBS2                 |                                                          |  |
| 2014 | Secret Love                     | Yoon Joon Moon  | Dramacube            | (episodes 3-4: "The Thirteenth Item on the Bucket List") |  |
| 2014 | Plus Nine Boys                  | Kang Jin Gu     | tvN                  |                                                          |  |
| 2014 | Pinocchio                       | Seo Beom Jo     | SBS                  |                                                          |  |
| 2015 | Dr. Ian                         | Mo Yi An        | Naver TV Cast/ Youku | Web Drama                                                |  |
| 2015 | D-Day                           | Lee Hae Sung    | JTBC                 |                                                          |  |
| 2016 | Nữ hoàng bình phẩm              | Kang Tae Ho     | Sohu / SBS           | Web Drama                                                |  |
| 2016 | Sweet Stranger and Me           | Go Nan Gil      | KBS2                 | [ 5 ]                                                    |  |
| 2017 | Lookout                         | Jang Do Han     | MBC                  | [ 6 ]                                                    |  |
| 2019 | The Secret Life of My Secretary | Do Min Ik       | SBS                  |                                                          |  |
| 2021 | Hello, me                       | Yu Hyeon        | KBS2                 |                                                          |  |
| 2022 | Somebody                        | Sung Yun-oh     | Netflix              | Web drama                                                |  |
| 2023 | Evilive                         | Seo Do-young    | ENA                  |                                                          |  |
| 2023 | Call It Love                    | Han Dong-jin    | Disney +             | Web drama                                                |  |

### Phim điện ảnh
| Năm  | Tên                 | Vai diễn      | Notes      |
| ---- | ------------------- | ------------- | ---------- |
| 2012 | Runway Cop          | Han Seung Woo |            |
| 2014 | Hot Young Bloods    | Jo Gwang Sik  |            |
| 2017 | Broker              | Choi Sang Min |            |
| 2017 | Wonderful Life      | Tae Jin       |            |
| 2018 | On Your Wedding Day | Woo Yeon      |            |
| 2018 | The soul-mate       | Tae Jin       |            |
| 2021 | Mission: Possible   | Woo Su-han    |            |
| 2021 | A Year-End Medley   | Seung-hyo     | TVING Film |

### Chương trình truyền hình
| Năm  | Tên                      | Kênh | Vai diễn  | Ghi chú                                               |
| ---- | ------------------------ | ---- | --------- | ----------------------------------------------------- |
| 2013 | Happy Together           | KBS2 | Himself   | Episode 310 (Good Doctor cast - Handsome Guy Special) |
| 2013 | Infinite Challenge       | MBC  | Himself   | Episode 355, 358.                                     |
| 2015 | Healing Camp             | SBS  | Himself   | Episode 186, 187 (along with Lee Soo Hyuk)            |
| 2016 | Law of the Jungle        | SBS  | Main cast | Episodes 220-224                                      |
| 2016 | Hello Kyushu             | MBC  | Himself   | Episodes 1-2 (along with Hong Jong-hyun)              |
| 2016 | Entertainment Weekly     | KBS2 | Himself   | Episode 1643,1644 (Sweet Stranger and Me Cast)        |
| 2017 | Boat Horn Clenched Fists | SBS  | Main Cast | from Episode 2                                        |

### MV ca nhạc
| Năm  | Song Title                 | Artist               |
| ---- | -------------------------- | -------------------- |
| 2007 | "My Heart Is Like That"    | Lee Seung Hwan       |
| 2007 | "Shout for Love"           | MC the Max           |
| 2008 | "It's You"                 | Shin Hye Sung và Lyn |
| 2009 | "Why Are You Such a Nerd?" | XXX                  |
| 2011 | "Don't Cry"                | Park Bom             |
| 2013 | "You"                      | Brown Eyed Soul      |
| 2013 | "Runaway"                  | KARA                 |